# Alicija Ščerbaitė
Alicija Ščerbaitė  (* 28. September 1984 in Šalčininkai) ist eine  litauische Juristin und Politikerin,   Vizeministerin für Inneres. 

## Leben
Nach dem Abitur am Tūkstantmečio-Gymnasium absolvierte Alicija Ščerbaitė von 2003 bis 2007 das Bachelorstudium  und von 2007 bis 2009 das Masterstudium der Rechtswissenschaft an der Mykolo Romerio universitetas in der litauischen Hauptstadt Vilnius.
Von 2007 bis 2009 war sie Mitarbeiterin im Bezirksverwaltungsgericht Vilnius, von 2009 bis 2012 Mitarbeiterin der Gerichtsvollzieherkanzlei.
Von 2012 bis 2016 und von 2020 bis 2024 war sie Assistentin eines Mitglieds des Seimas in der Seimas-Kanzlei, von 2016 bis 2018 Fachkraft für das öffentliche Auftragswesen in der Arbeitsverwaltung, von 2018 bis 2020 Spezialistin der Abteilung für Rechnungsprüfung, Buchhaltung, Vermögensbewertung und Konkursverwaltung, 2024 Juristin der Litauischen Energieagentur. 
Von 2015 bis 2024 war sie Mitglied des Gemeinderats der Rajongemeinde Šalčininkai.
Seit Dezember 2024	ist sie stellvertretende Innenministerin der Republik Litauen. Sie ist Stellvertreterin von Minister Vladislav Kondratovič im Kabinett Paluckas, geleitet von Gintautas Paluckas.
Von 2009 bis 2024 war sie Mitglied der Darbo partija. Seit 2024 ist sie Mitglied der LSDP.
Sie spricht Russisch und Polnisch.